# Alejandro Castillo (fugitif)
Pour les articles homonymes, voir Castillo.
Alejandro Rosales Castillo (né le 26 novembre 1998 en Arizona) est un Américain accusé de meurtre. Le 24 octobre 2017, le FBI fait figurer son nom dans sa liste des dix fugitifs les plus recherchés et propose 250 000 $ pour sa capture.

## Crime
Le 9 août 2016, Castillo envoie un texto à sa collègue Truc Quan « Sandy » Ly Le, 23 ans, lui disant qu'il aimerait rembourser une partie de l'argent qu'elle lui avait déjà prêté. Ly Le et Castillo travaillent ensemble au Showmar's restaurant à Charlotte, en Caroline du Nord. Ly Le accepte de rencontrer Castillo dans un magasin QuikTrip situé sur Eastway Drive. Castillo est récupéré cet après-midi par une autre collègue, Ahmia Feaster, qui le recueille dans sa Dodge Caliber. Ly Le est vu vivante la dernière fois dans le QuikTrip où elle a accepté de rencontrer Castillo. On pense que Castillo l'a forcée à retirer tout l'argent de son compte bancaire. Castillo et Feaster la conduisent ensuite dans une zone boisée éloignée, lui tirent dans la tête, jettent le corps et quittent Charlotte dans la voiture de la victime.
Le samedi suivant, la Dodge Caliber de Feaster est découverte abandonnée à Charlotte. Cette nuit-là, Castillo et Feaster ont appelé leurs familles pour leur dire qu'ils étaient en sécurité mais ne savaient pas où ils se trouvaient. Après avoir reçu les appels téléphoniques, les deux familles ont cru que le couple était détenu et forcé de passer des appels téléphoniques.
En octobre 2016, Feaster se rend aux autorités de l'État d'Aguascalientes, au Mexique, puis est extradée aux États-Unis, où elle est inculpée de complicité pour le meurtre et le vol de voiture. Sa caution est réduite à 100 000 $ qu'elle fournit, elle est libérée en janvier 2017.

## Source de la traduction
- (en) Cet article est partiellement ou en totalité issu de l’article de Wikipédia en anglais intitulé « Alejandro Castillo (criminal) » (voir la liste des auteurs).